# Фридрих Сигизмунд Прусский
Иоахим Виктор Вильгельм Леопольд Фридрих Сигизмунд Прусский (нем. Joachim Viktor Wilhelm Leopold Friedrich Sigismund von Preußen; 17 декабря 1891, Охотничий дворец Глинике — 6 июля 1927, Люцерн) — прусский принц, спортсмен-конник.

## Биография
Фридрих Сигизмунд — сын принца Фридриха Леопольда Прусского и принцессы Луизы Софии Шлезвиг-Гольштейн-Зондербург-Аугустенбургской. В семье кроме него воспитывались ещё трое детей: старшая сестра Виктория Маргарита и младшие братья Фридрих Карл и Фридрих Леопольд. Как и все принцы Гогенцоллернов, Фридрих Сигизмунд в 10 лет получил звание лейтенанта 1-го гвардейского пехотного полка, хотя поначалу не планировалось привлекать его к активной военной службе. В Первую мировую войну принц Фридрих Сигизмунд в звании ротмистра служил во 2-м гвардейском гусарском полку имени королевы Виктории Прусской. С наступлением позиционного периода войны принц Фридрих Сигизмунд подал рапорт на перевод в Имперские военно-воздушные силы Германии, где дослужился до должности командира подразделения фронтовой авиации.
По окончании войны принц Фридрих Сигизмунд увлёкся конным спортом и специализировался на выездке и скачках по пересечённой местности. В 1924 году получил звание чемпиона Германии по конному спорту и должен был представлять Германию на летних Олимпийских играх 1928 года в Амстердаме. 
В день проведения олимпийских соревнований по манежной выездке принц погиб в Люцерне в результате несчастного случая во время утренней тренировки на лошади тракененской породы при пересечении рва. Принц Фридрих Сигизмунд похоронен в фамильном склепе в парке Клайн-Глинике.

## Брак и дети
27 апреля 1916 года в Охотничьем дворце Глинике принц Фридрих Сигизмунд сочетался браком с принцессой Марией Шаумбург-Липпской (1897—1938), старшей дочерью принца Фридриха Шаумбург-Липпского и принцессы Луизы Датской и, следовательно, внучкой короля Дании Фредерика VIII. Принцесса также занималась конным спортом и с пониманием относилась к увлечению Фридриха Сигизмунда. 
В браке родились:
- Луиза Виктория Прусская (23 августа 1917 — 23 марта 2009), вышла замуж за Ганса Рейнгольда 12 сентября 1942 года в Потсдаме, Бранденбург, Германия, в 1949 году развелись, в браке родился сын:
  - Манфред Фредерик Карл Хубертус Аксель Рейнгольд (род. 13 февраля 1943), 25 августа 1991 года, женился на Сюзанне Маковски (род. 1945). Детей в браке нет.
- Фридрих Карл Прусский (13 марта 1919 — 19 июня 2006), был женат дважды: на леди Гермионе Мэри Мортон Стюарт (1925—1969), дочери Арчибальда Джона Мортона Стюарта, 19-го графа Морей, и на  Адельгейде фон Бокум-Дольфс (род. 1943). Оба брака бездетны.